# Gelbkopf-Kubasänger
Der Gelbkopf-Kubasänger (Teretistris fernandinae), auch Gelbkopf-Waldsänger genannt, ist ein kleiner Singvogel aus der Gattung Teretistris in der Familie Teretistridae. Das Verbreitungsgebiet befindet sich im Westen von Kuba. Von der IUCN wird diese Art als „nicht gefährdet“ (least Concern) geführt.

## Merkmale
Gelbkopf-Kubasänger erreichen eine Körperlänge von 13 Zentimetern. Die Flügellänge beträgt beim Männchen 5,4 bis 6,04 Zentimeter, beim Weibchen 5,28 bis 5,54 Zentimeter. Adulte Gelbkopf-Waldsänger und Jungvögel ab dem ersten Jahr haben ein olivgelbes Kronen- und Nackengefieder. Die Nackenseiten und Ohrdecken sind etwas gelber. Das Kehlgefieder und der untere Bartstreifbereich sind gelb und der Augenring fahlgelb. Das Oberseitengefieder ist grau bis mittelgrau; das Unterseitengefieder ist gräulich-weiß mit etwas gräulicheren Flanken und Unterschwanzdecken. Die Flügel und der Schwanz sind schwärzlich-grau mit mittelgrauen Federrändern.

## Vorkommen, Ernährung und Fortpflanzung
Gelbkopf-Kubasänger kommen in allen Waldtypen mit viel Unterholz und in Buschdickichte im Westen des Inselstaates Kuba vor, ab Seehöhe bis in die Bergregionen. Vom südwestlichen Villa Clara über Matanzas, La Habana bis nach Pinar del Río und auf der Nebeninsel Isla de la Juventud. Ihre Nahrung besteht vorwiegend aus Insekten und weiteren Wirbellosen, die sie in der unteren und mittleren Vegetation aufstöbern. Selten suchen sie in den Baumkronen. Oft sind sie dabei zu sichten, wie sie mit ihrem Schnabel in den Ritzen und Spalten der Baumborke stochern. Ihr schalenförmiges Nest legen sie im dichten Unterholz an. Die Brutzeit ist von April bis Mai. Ein Gelege besteht aus zwei bis drei Eier.